# 標準上三脊節蜱
標準上三脊節蜱（学名：Calepitrimerus proprius）为節蜱科上三脊節蜱屬下的一个种。